# Haemagogus soperi
Haemagogus soperi är en tvåvingeart som beskrevs av Levi-castillo 1955. Haemagogus soperi ingår i släktet Haemagogus och familjen stickmyggor.
Artens utbredningsområde är Ecuador. Inga underarter finns listade i Catalogue of Life.